# Lepanthes rabei
Lepanthes rabei är en orkidéart som beskrevs av Ernesto Foldats. Lepanthes rabei ingår i släktet Lepanthes och familjen orkidéer. Inga underarter finns listade i Catalogue of Life.